# Gorceixita
La gorceixita és un mineral de la classe dels fosfats, que pertany al grup de la plumbogummita. Rep el nom en honor de Claude Henri Gorceix (Saint-Denis-des-Murs, França, 1842 - París, 6 de setembre de 1919), professor de l'Ecole des Mines a París. Va ser convidat a ser el primer director de l'Escola de Mines d'Ouro Preto, Brasil (1874-1891).

## Característiques
La gorceixita és un fosfat de fórmula química BaAl₃(PO₄)(PO₃OH)(OH)₆. Cristal·litza en el sistema monoclínic. La seva duresa a l'escala de Mohs és 6.
Segons la classificació de Nickel-Strunz, la gorceixita pertany a «08.BL: Fosfats, etc. amb anions addicionals, sense H₂O, amb cations de mida mitjana i gran, (OH, etc.):RO₄ = 3:1» juntament amb els següents minerals: beudantita, corkita, hidalgoïta, hinsdalita, kemmlitzita, svanbergita, woodhouseïta, gal·lobeudantita, arsenogoyazita, arsenogorceixita, arsenocrandal·lita, benauita, crandal·lita, dussertita, eylettersita, goyazita, kintoreïta, philipsbornita, plumbogummita, segnitita, springcreekita, arsenoflorencita-(La), arsenoflorencita-(Nd), arsenoflorencita-(Ce), florencita-(Ce), florencita-(La), florencita-(Nd), waylandita, zaïrita, arsenowaylandita, graulichita-(Ce), florencita-(Sm), viitaniemiïta i pattersonita.

## Formació i jaciments
Va ser descoberta a Ouro Preto, a l'estat de Minas Gerais, Brasil. Tot i no tractar-se d'una espècie gens habitual ha estat descrita a tots els continents del planeta a excepció de l'Antàrtida.